# Cantón de La Loupe
El cantón de La Loupe era una división administrativa francesa, que estaba situada en el departamento de Eure y Loir y la región de Centro-Valle de Loira.

## Composición
El cantón estaba formado por quince comunas:
- Belhomert-Guéhouville
- Champrond-en-Gâtine
- Les Corvées-les-Yys
- Fontaine-Simon
- Friaize
- La Loupe
- Le Thieulin
- Manou
- Meaucé
- Montireau
- Montlandon
- Saint-Éliph
- Saint-Maurice-Saint-Germain
- Saint-Victor-de-Buthon
- Vaupillon

## Supresión del cantón de La Loupe
En aplicación del Decreto n.º 2014-231 de 24 de febrero de 2014, el cantón de La Loupe fue suprimido el 22 de marzo de 2015 y sus 15 comunas pasaron a formar parte; trece del nuevo cantón de Nogent-le-Rotrou y dos del nuevo cantón de Illiers-Combray.